# Norské velvyslanectví v Praze
Norské velvyslanectví v Praze (norsky Norges ambassade i Praha) je nejvyšší zastupitelský úřad Norského království v Česku. Sídlí v empírovém Chotkově paláci na adrese Hellichova 458/1 na Malé Straně v městské části Praha 1. Budovu sdíli mj. s Finským velvyslanectvím v Praze a Japonským kulturním centrem zřízeným Velvyslanectvím Japonska v Praze. Úřad v letech 2022–2024 vedl velvyslanec Victor Conrad Rønneberg.

## Historie
Norské království uznalo nezávislost nově vzniklého Československa roku 1919, až do roku 1930 zde bylo Norsko zastupováno delegovaným chargé d'affaires. V letech 1930 až 1945 vykonával funkci prvního norského vyslance a generálního konzula do ČSR Niels Christian Ditleff, nicméně byl umístěn na norském velvyslanectví v polské Varšavě. Stáli norští velvyslanci pak působili v Praze v letech 1945 až 1959, mezi lety 1959 až 1966 pak Norsko nemělo v Československu vlastní velvyslanectví a země spadala pod norskou ambasádu v rakouské Vídni. Stálí velvyslanci zde pak působili od roku 1966 až do rozdělení Československa roku 1993, po které Norsko uznalo samostatnou Českou republiku a zároveň byly navázány diplomatické styky.
Norské velvyslanectví v Praze sídlí od 90. let 20. století v kancelářských prostorách v Chotkově paláci na Malé Straně. V jeho blízkém okolí se nachází několik dalších zahraničních ambasád.